# Csatár (település)
Csatár község Zala vármegyében, a Zalaegerszegi járásban.

## Fekvése
A Zalai-dombságban, ezen belül az Egerszeg–Letenyei-dombság területén fekszik, a Csengő-patak mellett.
A megyeszékhely Zalaegerszeg déli szomszédságában található, a központtól 5 kilométerre délre. A várost leszámítva csak három másik települési szomszédja van: kelet felől Pölöske, délnyugat felől Sárhida, nyugat felől pedig Bocfölde. Csak kevés híja van annak, hogy nem határos északkelet felől még Nemeshetéssel is.

### Megközelítése
Közigazgatási területén áthalad, észak-déli irányban húzódva a 74-es főút, illetve határszélétől nem messze húzódik az előbbivel párhuzamos 7410-es út is, de maga a község zsáktelepülésnek tekinthető, központját az előbbi utakkal csak a 73 229-es számú mellékút köti össze.
Vasútvonal nem érinti a községet, de a közvetlen közelében húzódik a Zalaegerszeg–Rédics-vasútvonal, a legközelebbi vasúti csatlakozási lehetőség ennek Bocfölde megállóhelye, a központtól alig egy kilométerre nyugatra.

## Története

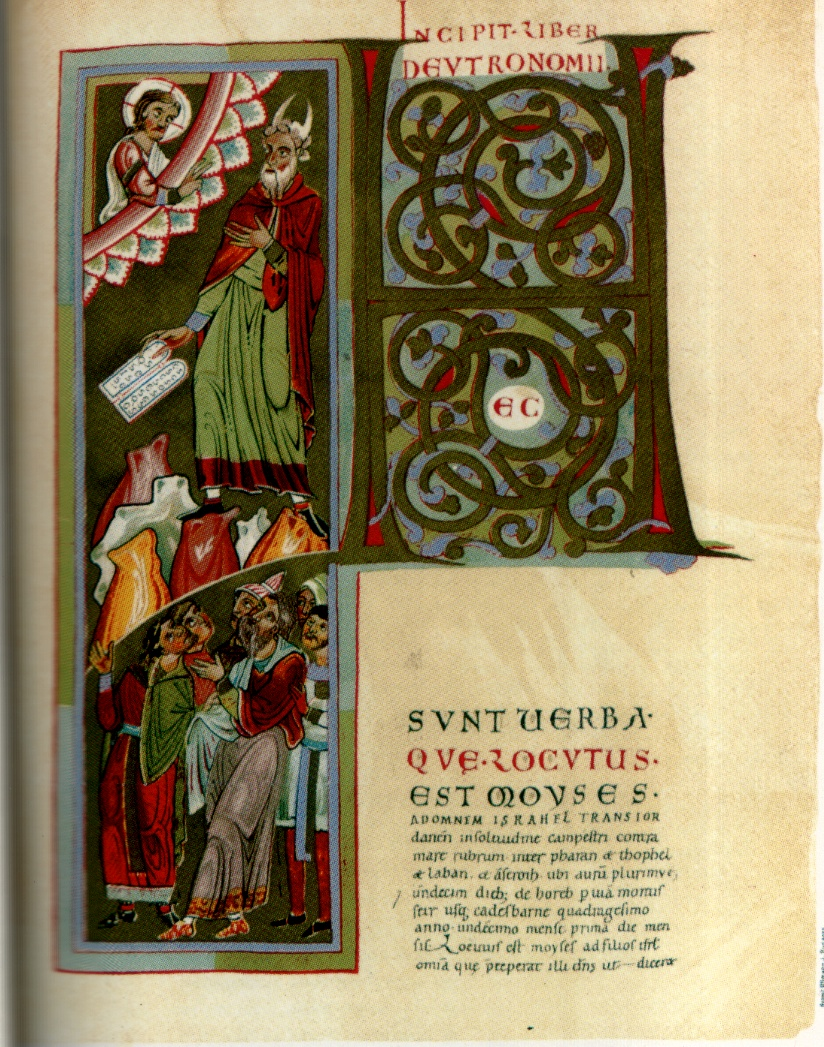
A Csatári, vagy Gutkeled biblia egy lapja

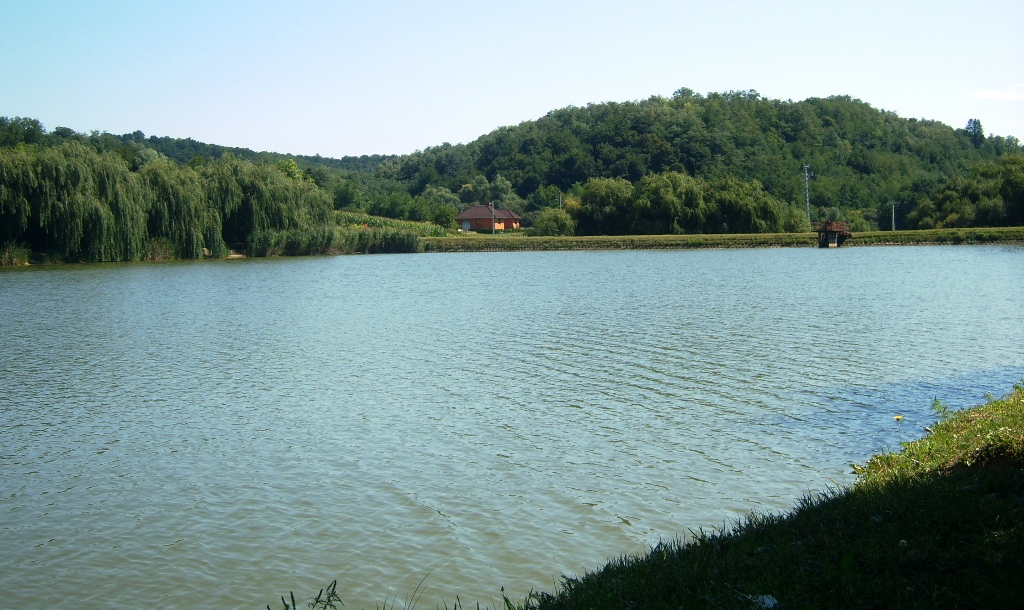
A horgásztó

Zala vármegye legkorábbi írásos említésű települése, egy 1141-ből való szövegben Chitary alakban fordult elő.
Az 1100-as évek közepén már a Szent Péter apostol tiszteletére szentelt bencés apátság működött itt, melyet a Gutkeled nemzetséghez tartozó Márton comes (ispán) és felesége Magdolna asszony alapított, és melléje birtokot, szolgálónépeket is adott. Itt a kolostorban őrizték a Csatári-bibliát, vagy Gutkeled bibliát is. A templom patrónusa, Vid mester azonban anyagi okokból azt elzálogosította, de kiváltani azt már nem tudta. Ezért az apátságnak kárpótlásul két falut ajándékozott. A biblia a későbbiekben Admontba került, s később ezért Admonti vagy Gutkeled bibliának is nevezték. A híres bibliát ma Bécsben őrzik.
Feltételezések szerint a magyar művelődéstörténet számára 1940-ben felfedezett Nekcsei-biblia (melyet a washingtoni Library of Congress-ben őriznek) is Csatárhoz köthető. A Biblia megrendelője az Aba nembeli Nekcsei Demeter, Károly Róbert tárnokmestere volt. A Nekcsei családot (kezdetben Lipóci néven volt ismert) először a 13. században említik: Sükösd fia I. Demeter  II. Endre király főétekfogója és Kálmán fiának nevelője volt. I. Demeter fia Sándor a muhi csatából Dalmáciába menekülő IV. Béla kísérője és védelmezőjeként hűségéért egy 1246-os oklevél szerint Csatárt nyerte jutalmul. Nekcsei Demeter, Csák Máté halála után Trencsén vármegye ispánja is lett, így az ország legmagasabb méltóságai közé emelkedett. A két kötetes Bibliát, melyet Dercsényi Dezső, Wehli Tünde és Lévárdi Ferenc A Nekcsei-Bibliáról (Helikon 1988.) c. tanulmányából idézve a szerzők - Pór Antalra hivatkozva - azt feltételezik, hogy a csatári pálos monostort a fentiekkel ellentétben Nekcsei Demeter alapította és ide is kívánt temetkezni. Ennek alapján feltételezik, hogy a Bibliát e pálos monostornak készíttette. A Bibliáról nem sokat tudni, feltehetően a törökök elől Budára menekítették. "...sorsáról újra csak századok múlva hallunk..."; a Bibliát Ferdinánd király bizonyos Zulemannak, egy volt török követ kísérőjének - akit a törökök elraboltak - ajándékozta kárpótlásul. (Zuleman 16. századi bejegyzése az I. kötet hátoldalán található). Washingtonba egy angliai aukció révén került 1873-ban.
A csatári apátság birtokaihoz tartozott még a közeli Botfa és Ebesfalva is.
A kolostorból ma már semmi sem látható.
Római katolikus templomát a 13. században építették romanikus stílusban, majd 1775-ben barokk stílusban építették át.
A templomkertben egy 1817-ből származó kőkereszt áll.
1992-ben egy svájci-magyar kulturális együttműködés keretében a leromlott állapotú templomot külsőleg teljesen helyreállították. A beomlással fenyegető barokk fedélszerkezetet az érvényben lévő műemlékrestaurációs elveknek megfelelően azzal pontosan megegyezően újjáépítették. A külső homlokzatokra visszakerültek a régészeti kutatások által feltárt eredeti középkori díszítések és nyílások, amelyeket a 18. századi átépítés során befalaztak.  
A templom falára rögzített emléktábla örökíti meg a nagylelkű adományozók nevét, akik  anyagilag hozzájárultak az értékes műemlék megmentéséhez. 
Így magyar részről: a csatári hívek, Csatár önkormányzata, a Göcseji Múzeum, az Országos Műemléki Felügyelőség, a Veszprémi püspökség és Zala megye önkormányzata; 
valamint svájci részről : Commune de Bardonnex/GE, Ville de Carouge/GE, Commune de Collonge-Bellerive/GE, Commune de Cologny/GE, Ville de Genève, Ville de Lancy/GE, Ville d'Onex/GE, Commune de Veyrier/GE önkormányzatai és a Caisse d'Épargne de Genève.

### Nevének eredete
Csatár (régi írásmóddal Chitar) szláv neve egy foglalkozásra utal: pajzskészítőt jelent. Egykor pajzskészítők lakhelye volt.

## Közélete

### Polgármesterei
- 1990–1994: Czinder József (független)[5]
- 1994–1998: Czinder József (független)[6]
- 1998–2002: Mátyás László (független)[7]
- 2002–2006: Mátyás László (független)[8]
- 2006–2010: Mátyás László (független)[9]
- 2010–2014: Mátyás László Pál (független)[10]
- 2014–2019: Mátyás László Pál (független)[11]
- 2019–2024: Péntek Gabriella (független)[12]
- 2024– : Péntek Gabriella (független)[1]

## Népesség
A település népességének változása:
| Lakosok száma | 550  | 562  | 558  | 570  | 551  | 546  | 552  |
|               | 2013 | 2014 | 2015 | 2021 | 2022 | 2023 | 2024 |

A 2011-es népszámlálás idején a nemzetiségi megoszlás a következő volt: magyar 96,6%, cigány 1,18%, német 0,6%. A lakosok 71,8%-a római katolikusnak, 1,4% reformátusnak, 7,68% felekezeten kívülinek vallotta magát (18% nem nyilatkozott).
2022-ben a lakosság 90,2%-a vallotta magát magyarnak, 0,7% németnek, 0,4% lengyelnek, 0,2-0,2% szlováknak, szerbnek és ukránnak, 2,7% egyéb, nem hazai nemzetiségűnek (9,8% nem nyilatkozott; a kettős identitások miatt a végösszeg nagyobb lehet 100%-nál). Vallásuk szerint 53,7% volt római katolikus, 1,8% református, 0,4% evangélikus, 1,3% egyéb katolikus, 7,3% felekezeten kívüli (35,6% nem válaszolt).

## Nevezetességei
- Csatári bencés apátság és kolostor, melynek fennmaradt emléke az 1137-ben  épült román stílusú templom.[15]
- Alsó- és Felsőcsatár közt a patak felduzzasztásából létrehozott horgásztó van. Jelenleg széles körű, helyi vizekre szervezett élményfürdő és rekreációs terület (Rendezési terve: Kiss Tamás (Zalaterv))

## A település az irodalomban
- Érintőlegesen szerepel a település (illetve a csatári tó) Bödőcs Tibor humorista első regényében, a zalai vidéki helyszínek sokaságát felvillantó Meg se kínáltak című kötetben (a 14. fejezetben).